# San Miguel, Tingüindín
San Miguel är en ort i Mexiko.   Den ligger i kommunen Tingüindín och delstaten Michoacán de Ocampo, i den centrala delen av landet, 300 km väster om huvudstaden Mexico City. San Miguel ligger 1 816 meter över havet och antalet invånare är 282.
Terrängen runt San Miguel är huvudsakligen kuperad, men åt sydväst är den platt. Runt San Miguel är det ganska tätbefolkat, med 111 invånare per kvadratkilometer. Närmaste större samhälle är Tingüindín, 2,2 km väster om San Miguel. I omgivningarna runt San Miguel växer huvudsakligen savannskog.